# Шупелка
Шупелка (макед. шупелка, сербохорв. шупељка) — болгарская пастушья полупоперечная флейта. Малая разновидность кавала. Также распространена и в других странах Балканского региона, включая Македонию, Сербию и Грецию.

## Описание
Этот музыкальный инструмент представляет собой продольную флейту с коротким деревянным стволом и 6 игровыми отверстиями, тем самым похож на хроматическую диагональную флейту кавал. Длина инструмента варьирует от 24 до 35 см.
Инструмент изготавливают из древесины грецкого ореха, кизила, ясеня или клёна.
По своему звучанию шупелка охватывает хроматическую шкалу (две октавы), за исключением первой ноты нижней октавы. В нижнем регистре шупелка дает мягкий и приятный звук, а в верхнем — звук острый и пронзительный, несколько шипящий тембр.
Верхнее отверстие, в которое поступает воздух, имеет узкие острые края.
На лицевой стороне шупелки имеется шесть отверстий, кроме того, существуют разновидности инструмента, имеющие семь отверстий.
Название инструмента происходит от македонского слова «шуплив», то есть полый. Он имеет также много общего с арабским деревянным духовым инструментом гасба, используемого в Тунисе и Алжире.
Шупелка имеет монолитный корпус и не подлежит настройке.
Классическое игровое положение — три средних пальца каждой руки лежат на отверстиях, инструмент располагается под углом 45° к вертикали. Используется как для сольных импровизаций, так и в составе инструментальных оркестров.